# ヴィーナスにあらず
『ヴィーナスにあらず』は、吉原由起による日本の漫画作品。
『プチコミック』（小学館）にて2009年7月号から2010年2月号まで連載された。単行本は全2巻。

## あらすじ
一流モデルを夢見ながら三流モデルに甘んじている三好与志子は、仕事中にセクハラをしてきた男を殴ってしまい、モデル事務所をクビになってしまう。男の名は中条タロウ、彫刻界の寵児ともてはやされる天才彫刻家だった。与志子の骨格の美しさを気に入った中条は、自分の専属モデルになってほしいと頼む。

## 登場人物
三好 与志子（みよし よしこ）
21歳。パリコレやファッション雑誌のモデルに憧れながらも、現実は美大のデッサンモデルや商店街のチラシのモデルで生計を立てている。
セクハラしてきた中条を殴り飛ばしてしまい、モデル事務所を解雇される。お金に困り、報酬3倍に惹かれて中条の専属モデルになる。
中条 タロウ（ちゅうじょう たろう）
美大の講師。学生時代に賞を総ナメし、彫刻界の寵児と言われる。理想的な与志子の骨格に惚れる。何かにつけて与志子を脱がせたがる。
石洲斎（せきしゅうさい）
中条の同僚の彫刻科の講師。脱がせたがりで触りたがりの中条の魔の手から与志子を守ろうとする。

## 単行本同時収録
Blanc marié（ブラン マリエ）
『プチコミック』2009年5月号掲載
大手書店の御曹司との結婚式当日、新婦の希里子は夫に式をすっぽかされる。神父の前で共に愛を誓ってくれたのは夫の弟だった。夫は全く反省することなく相変わらず浮気を繰り返す毎日。希里子は夫を待ちながら、義弟と一つ屋根の下の奇妙な生活が始まる。
媚薬（びやく）
『姉系プチコミック』創刊号〈2010年5月〉掲載

## 書誌情報
吉原由起 『ヴィーナスにあらず』 《小学館・プチコミックフラワーコミックスα》 全2巻
1. 2009年11月24日発売、ISBN 978-4-09-132859-5、「Blanc marié」収録
2. 2010年07月09日発売、ISBN 978-4-09-133170-0、「媚薬」収録